# Ford Elite

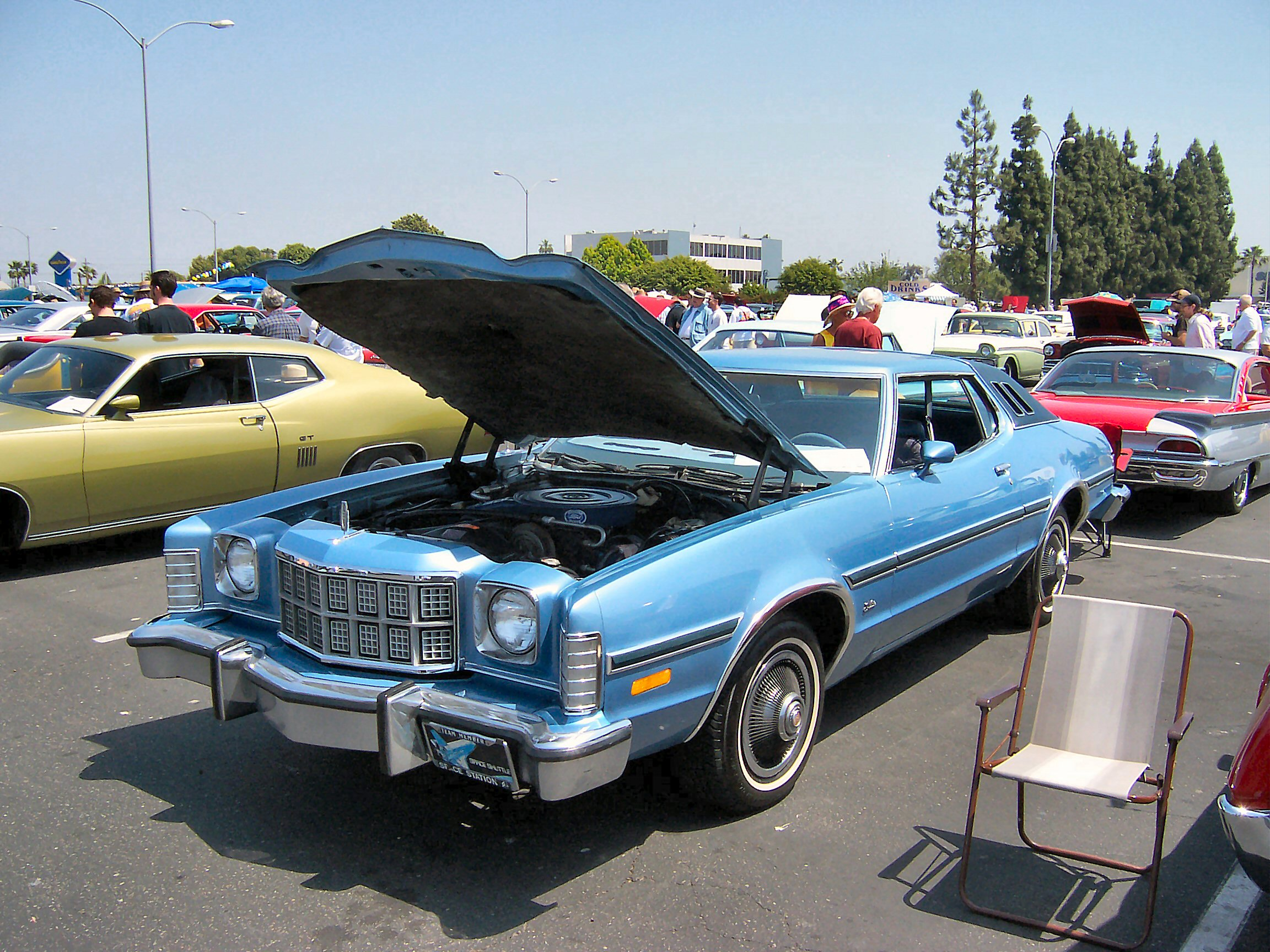
Ford Elite 1976

Der Ford Elite (anfangs Gran Torino Elite) war ein vom US-amerikanischen Automobilhersteller Ford produziertes Coupé der gehobenen Mittelklasse, das von 1974 bis 1976 angeboten wurde. Sein Parallelmodell bei der Mercury Division war der Cougar XR-7.

## Marktpositionierung
Seit Mitte der 1950er-Jahre bot Ford in der Oberklasse den Thunderbird an, ein großes, exklusives und teures Coupé. Der Thunderbird war im Laufe der Modellentwicklung zu einem Full-Size-Modell geworden, das kaum kleiner war als die größten Limousinen des Unternehmens. In der darunter angeordneten sogenannten Intermediate-Klasse (Mittelklasse) hatte das Unternehmen keine eigenständigen Coupés im Angebot. Zwar gab es – wie bei anderen amerikanischen Automobilherstellern auch – zweitürige Versionen der regulären Mittelklassemodelle wie dem Torino, sie hielten sich aber stilistisch eng an die Limousinen und wurden nicht als eigenständige Modelle wahrgenommen. Ähnlich verhielt es sich in den 1960er-Jahren bei den Konkurrenten General Motors und Chrysler.
1970 brachte General Motors den Chevrolet Monte Carlo heraus, ein Mittelklassecoupé, das ein eigenständiges Design aufwies und hochwertig ausgestattet war. Das Modell, das 1973 neu gestaltet wurde, erwies sich schnell als Markterfolg, dem weder Ford noch Chrysler etwas entgegenzusetzen hatten. Beide Konzerne reagierten auf den Erfolg des Monte Carlo: Chrysler entwickelte den im Sommer 1974 vorgestellten Cordoba, während Ford aus seiner Mittelklassereihe den Gran Torino Elite ableitete.

## Ein Torino-Ableger
Der Gran Torino Elite basierte zwar dem Grunde nach auf der Technik der dritten Serie des Ford Torino, war aber im Kern eine geringfügig modifizierte Version des 1973 vorgestellten Mercury Cougar. Dies erklärt sich aus der seinerzeit in den USA bereits üblichen Plattformstrategie.
Die Marke Ford war in der Mittelklasse mit dem Modell Torino vertreten. Die Mercury Division bot unter der Bezeichnung Montego eine eigene Version dieses Modells an, die stilistisch eigenständig war. Zwar teilten der Montego und der Torino alle technischen Komponenten und auch Teile der Verglasung; der Montego hatte allerdings glattflächigere Karosserielinien, die sich von den vielfach als schwülstig empfundenen Formen des Torino abhoben. Der Montego war unter anderem als viertürige und als zweitürige Limousine erhältlich. Eine Luxusversion des zweitürigen Montego wurde ab Sommer 1973 unter der Bezeichnung Cougar verkauft. Der zweitürige Montego und der Cougar unterschieden sich äußerlich nur durch eine modifizierte Frontpartie. Der Cougar sollte unter anderem gegen den Chevrolet Monte Carlo antreten.
Als Ford das eigene Mittelklasse-Coupé Elite entwickelte, griff das Unternehmen auf den Cougar zurück und modifizierte ihn äußerlich. Statt der vier Rundscheinwerfer des Cougar erhielt die Ford-Version zwei große Einzelscheinwerfer, die einen breiten Grill einrahmten und an den Ford Thunderbird erinnern sollten. Türen, Seitenteile und Dachpartie entsprachen unverändert dem Cougar, wiesen also keine stilistische Ähnlichkeit zu dem Torino auf. Ungeachtet dessen wurde der Wagen bei seiner Vorstellung 1974 als Gran Torino Elite bezeichnet. Erst zum Modelljahr 1975 fiel die Zusatzbezeichnung Torino weg.

## Technik
In technischer Hinsicht war der Gran Torino Elite bzw. Elite vollständig mit dem Mercury Cougar identisch. Als Antriebsquellen dienten V8-Motoren von 5,8 bis 7,5 Liter Hubraum und 121 bis 160 kW (165–218 PS); 1975 änderte sich die Motorleistung auf 107 bzw. 163 kW (145–221 PS). 1976 kam eine längere Hinterachsübersetzung zum Einsatz, was den Verbrauch senken sollte.

## Nachfolger
Ab dem Modelljahr 1977 war der Elite entbehrlich, da ab diesem Zeitpunkt der Ford Thunderbird auf der Plattform des Ford LTD II aufbaute und nunmehr im Segment der Mittelklasse positioniert war.

## Produktion
In drei Jahren produzierte Ford insgesamt 366.500 Exemplare des Elite. In den einzelnen Modelljahren entstanden 96.604 (1974), 123.372 (1975) und 146.475 Fahrzeuge (1976).